# Caviphantes dobrogicus
Caviphantes dobrogicus är en spindelart som först beskrevs av Margareta Dumitrescu och Miller 1962.  Caviphantes dobrogicus ingår i släktet Caviphantes och familjen täckvävarspindlar. Inga underarter finns listade i Catalogue of Life.